# Tour de Ruanda de 2020
A 23.ª edição do Tour de Ruanda foi uma corrida de ciclismo de estrada por etapas que se celebrou entre a 23 de fevereiro e a 1 de março de 2020 com início e final na cidade de Kigali em Ruanda. O percurso constou de um total de 8 etapas sobre uma distância total de 889 km.
A corrida fez parte do circuito UCI Africa Tour de 2020 dentro da categoria 2.1 e foi vencida pelo eritreo Natnael Tesfatsion da selecção nacional da Eritreia. Completaram o pódio, como segundo e terceiro classificado respectivamente, o ruandés Moise Mugisha do SKOL Adrien e o suíço Patrick Schelling do Israel Start-Up Nation.

## Equipas participantes
Tomaram a partida um total de 16 equipas, dos quais um é de categoria UCI WorldTeam, 4 UCI ProTeam, 8 Continental e 3 selecções nacionais, quem conformaram um pelotão de 80 ciclistas dos quais terminaram 58. As equipas participantes foram:
| Equipe WorldTeam- Israel Start-Up Nation Equipes ProTeam (4)- Total Direct Énergie - Androni Giocattoli-Sidermec - Nippo Delko One Provence - Team Novo Nordisk Equipes Continentais (8)- Benediction Ignite XL - SKOL Adrien Niyonshuti Academy - Bike Aid - Groupement Sportif des Pétroliers - Vino-Astana Motors - BAI-Sicasal-Petro de Luanda - ProTouch - Terengganu Inc-TSG Cycling Team Equipes nacionais (3)- Ruanda - Eritreia - Etiópia |
| |

## Etapas
| Etapa | Data    | Percurso           | type                      | Distância (km) | Vencedor                 | Líder geral        |
| ----- | ------- | ------------------ | ------------------------- | -------------- | ------------------------ | ------------------ |
| 1     | 23 fev. | Kigali – Kigali    | média montanha            | 114,4          | Yevgeniy Fedorov         | Yevgeniy Fedorov   |
| 2     | 24 fev. | Kigali – Butare    | média montanha            | 120,5          | Mulu Hailemichael        | Yevgeniy Fedorov   |
| 3     | 25 fev. | Butare – Rusizi    | média montanha            | 142            | Jhonatan Restrepo        | Biniam Girmay      |
| 4     | 26 fev. | Rusizi – Rubavu    | alta montanha             | 206,3          | Natnael Tesfatsion       | Natnael Tesfatsion |
| 5     | 27 fev. | Rubavu – Musanze   | alta montanha             | 84,7           | Jhonatan Restrepo        | Natnael Tesfatsion |
| 6     | 28 fev. | Musanze – Gitarama | alta montanha             | 127,3          | Jhonatan Restrepo        | Natnael Tesfatsion |
| 7     | 29 fev. | Kigali – Kigali    | contrarrelógio individual | 4,5            | Jhonatan Restrepo        | Natnael Tesfatsion |
| 8     | 1 mar.  | Kigali – Kigali    | alta montanha             | 89,3           | José Manuel Díaz Gallego | Natnael Tesfatsion |

## Desenvolvimento da corrida

### 1.ª etapa
| Kigali - Kigali | média montanha | (114,4 km) |

| \| Classificação por etapas \| Classificação por etapas \| Classificação por etapas \| Classificação por etapas \| Classificação por etapas \| \| Ciclista \| Ciclista \| Equipe \| Tempo \| \| \| ------------------------ \| ------------------------ \| ------------------------------- \| ------------------------ \| ------------------------ \| \| 1. \| Yevgeniy Fedorov \| Vino-Astana Motors \| 2h44m59s \| \| \| 2. \| Henok Mulubrhan \| Eritreia \| + 15s \| \| \| 3. \| Biniam Girmay \| Nippo-Delko One Provence \| + 18s \| \| \| 4. \| Carlos Quintero \| Terengganu Inc-TSG Cycling Team \| + 20s \| \| \| 5. \| Patrick Byukusenge \| Benediction Ignite \| + 21s \| \| \| 6. \| Patrick Schelling \| Israel Start-Up Nation \| DQ \| \| \| 7. \| Natnael Tesfatsion \| Eritreia \| + 26s \| \| \| 8. \| Joseph Areruya \| Ruanda \| + 26s \| \| \| 9. \| Kent Main \| ProTouch \| + 29s \| \| \| 10. \| Daniel Muñoz \| Androni Giocattoli-Sidermec \| + 29s \| \| |                    |                                 |          |
| |                    |                                 |          |
| Fonte: ProCyclingStats |                    |                                 |          |
| Classificação por etapas |                    |                                 |          |
| Ciclista | Ciclista           | Equipe                          | Tempo    |
| 1. | Yevgeniy Fedorov   | Vino-Astana Motors              | 2h44m59s |
| 2. | Henok Mulubrhan    | Eritreia                        | + 15s    |
| 3. | Biniam Girmay      | Nippo-Delko One Provence        | + 18s    |
| 4. | Carlos Quintero    | Terengganu Inc-TSG Cycling Team | + 20s    |
| 5. | Patrick Byukusenge | Benediction Ignite              | + 21s    |
| 6. | Patrick Schelling  | Israel Start-Up Nation          | DQ       |
| 7. | Natnael Tesfatsion | Eritreia                        | + 26s    |
| 8. | Joseph Areruya     | Ruanda                          | + 26s    |
| 9. | Kent Main          | ProTouch                        | + 29s    |
| 10. | Daniel Muñoz       | Androni Giocattoli-Sidermec     | + 29s    |

| \| Classificação geral \| Classificação geral \| Classificação geral \| Classificação geral \| Classificação geral \| \| Ciclista \| Ciclista \| Equipe \| Tempo \| \| \| ------------------- \| ------------------- \| ------------------------------- \| ------------------- \| ------------------- \| \| 1. \| Yevgeniy Fedorov \| Vino-Astana Motors \| 2h44m59s \| \| \| 2. \| Henok Mulubrhan \| NTT Continental Cycling Team \| + 15s \| \| \| 3. \| Biniam Girmay \| Nippo-Delko One Provence \| + 18s \| \| \| 4. \| Carlos Quintero \| Terengganu Inc-TSG Cycling Team \| + 20s \| \| \| 5. \| Patrick Byukusenge \| Benediction Ignite \| + 21s \| \| \| 6. \| Patrick Schelling \| Israel Start-Up Nation \| DQ \| \| \| 7. \| Natnael Tesfatsion \| NTT Continental Cycling Team \| + 26s \| \| \| 8. \| Joseph Areruya \| \| + 26s \| \| \| 9. \| Kent Main \| ProTouch \| + 29s \| \| \| 10. \| Daniel Muñoz \| Androni Giocattoli-Sidermec \| + 29s \| \| |                    |                                 |          |
| |                    |                                 |          |
| Fonte: ProCyclingStats |                    |                                 |          |
| Classificação geral |                    |                                 |          |
| Ciclista | Ciclista           | Equipe                          | Tempo    |
| 1. | Yevgeniy Fedorov   | Vino-Astana Motors              | 2h44m59s |
| 2. | Henok Mulubrhan    | NTT Continental Cycling Team    | + 15s    |
| 3. | Biniam Girmay      | Nippo-Delko One Provence        | + 18s    |
| 4. | Carlos Quintero    | Terengganu Inc-TSG Cycling Team | + 20s    |
| 5. | Patrick Byukusenge | Benediction Ignite              | + 21s    |
| 6. | Patrick Schelling  | Israel Start-Up Nation          | DQ       |
| 7. | Natnael Tesfatsion | NTT Continental Cycling Team    | + 26s    |
| 8. | Joseph Areruya     |                                 | + 26s    |
| 9. | Kent Main          | ProTouch                        | + 29s    |
| 10. | Daniel Muñoz       | Androni Giocattoli-Sidermec     | + 29s    |

### 2.ª etapa
| Kigali - Butare | média montanha | (120,5 km) |

| \| Classificação por etapas \| Classificação por etapas \| Classificação por etapas \| Classificação por etapas \| Classificação por etapas \| \| Ciclista \| Ciclista \| Equipe \| Tempo \| \| \| ------------------------ \| ------------------------ \| ------------------------------- \| ------------------------ \| ------------------------ \| \| 1. \| Mulu Hailemichael \| Nippo-Delko One Provence \| 3h03m21s \| \| \| 2. \| Jhonatan Restrepo \| Androni Giocattoli-Sidermec \| + 0s \| \| \| 3. \| Biniam Girmay \| Nippo-Delko One Provence \| + 0s \| \| \| 4. \| Didier Munyaneza \| Benediction Ignite \| + 0s \| \| \| 5. \| Sirak Tesfom \| Eritreia \| + 0s \| \| \| 6. \| Mekseb Debesay \| Bike Aid \| + 0s \| \| \| 7. \| Natnael Tesfatsion \| Eritreia \| + 0s \| \| \| 8. \| Romain Cardis \| Total Direct Énergie \| + 0s \| \| \| 9. \| Joseph Areruya \| Ruanda \| + 0s \| \| \| 10. \| Metkel Eyob \| Terengganu Inc-TSG Cycling Team \| + 0s \| \| |                    |                                 |          |
| |                    |                                 |          |
| Fonte: ProCyclingStats |                    |                                 |          |
| Classificação por etapas |                    |                                 |          |
| Ciclista | Ciclista           | Equipe                          | Tempo    |
| 1. | Mulu Hailemichael  | Nippo-Delko One Provence        | 3h03m21s |
| 2. | Jhonatan Restrepo  | Androni Giocattoli-Sidermec     | + 0s     |
| 3. | Biniam Girmay      | Nippo-Delko One Provence        | + 0s     |
| 4. | Didier Munyaneza   | Benediction Ignite              | + 0s     |
| 5. | Sirak Tesfom       | Eritreia                        | + 0s     |
| 6. | Mekseb Debesay     | Bike Aid                        | + 0s     |
| 7. | Natnael Tesfatsion | Eritreia                        | + 0s     |
| 8. | Romain Cardis      | Total Direct Énergie            | + 0s     |
| 9. | Joseph Areruya     | Ruanda                          | + 0s     |
| 10. | Metkel Eyob        | Terengganu Inc-TSG Cycling Team | + 0s     |

| \| Classificação geral \| Classificação geral \| Classificação geral \| Classificação geral \| Classificação geral \| \| Ciclista \| Ciclista \| Equipe \| Tempo \| \| \| ------------------- \| ------------------- \| ------------------------------- \| ------------------- \| ------------------- \| \| 1. \| Yevgeniy Fedorov \| Vino-Astana Motors \| 5h48m20s \| \| \| 2. \| Henok Mulubrhan \| Eritreia \| + 15s \| \| \| 3. \| Biniam Girmay \| Nippo-Delko One Provence \| + 18s \| \| \| 4. \| Carlos Quintero \| Terengganu Inc-TSG Cycling Team \| + 20s \| \| \| 5. \| Patrick Byukusenge \| Benediction Ignite \| + 21s \| \| \| 6. \| Natnael Tesfatsion \| Eritreia \| + 26s \| \| \| 7. \| Joseph Areruya \| Ruanda \| + 26s \| \| \| 8. \| Patrick Schelling \| Israel Start-Up Nation \| DQ \| \| \| 9. \| Mulu Hailemichael \| Nippo-Delko One Provence \| + 29s \| \| \| 10. \| Mekseb Debesay \| Bike Aid \| + 29s \| \| |                    |                                 |          |
| |                    |                                 |          |
| Fonte: ProCyclingStats |                    |                                 |          |
| Classificação geral |                    |                                 |          |
| Ciclista | Ciclista           | Equipe                          | Tempo    |
| 1. | Yevgeniy Fedorov   | Vino-Astana Motors              | 5h48m20s |
| 2. | Henok Mulubrhan    | Eritreia                        | + 15s    |
| 3. | Biniam Girmay      | Nippo-Delko One Provence        | + 18s    |
| 4. | Carlos Quintero    | Terengganu Inc-TSG Cycling Team | + 20s    |
| 5. | Patrick Byukusenge | Benediction Ignite              | + 21s    |
| 6. | Natnael Tesfatsion | Eritreia                        | + 26s    |
| 7. | Joseph Areruya     | Ruanda                          | + 26s    |
| 8. | Patrick Schelling  | Israel Start-Up Nation          | DQ       |
| 9. | Mulu Hailemichael  | Nippo-Delko One Provence        | + 29s    |
| 10. | Mekseb Debesay     | Bike Aid                        | + 29s    |

### 3.ª etapa
| Butare - Rusizi | média montanha | (142 km) |

| \| Classificação por etapas \| Classificação por etapas \| Classificação por etapas \| Classificação por etapas \| Classificação por etapas \| \| Ciclista \| Ciclista \| Equipe \| Tempo \| \| \| ------------------------ \| ------------------------ \| ------------------------------- \| ------------------------ \| ------------------------ \| \| 1. \| Jhonatan Restrepo \| Androni Giocattoli-Sidermec \| 3h47m39s \| \| \| 2. \| Biniam Girmay \| Nippo-Delko One Provence \| + 1s \| \| \| 3. \| Henok Mulubrhan \| Eritreia \| + 9s \| \| \| 4. \| Natnael Tesfatsion \| Eritreia \| + 11s \| \| \| 5. \| José Manuel Díaz Gallego \| Nippo-Delko One Provence \| + 11s \| \| \| 6. \| Patrick Schelling \| Israel Start-Up Nation \| DQ \| \| \| 7. \| Carlos Quintero \| Terengganu Inc-TSG Cycling Team \| + 11s \| \| \| 8. \| Daniel Muñoz \| Androni Giocattoli-Sidermec \| + 20s \| \| \| 9. \| Awet Ghebremedhn \| Israel Start-Up Nation \| + 28s \| \| \| 10. \| Dawit Yemane \| Eritreia \| + 51s \| \| |                          |                                 |          |
| |                          |                                 |          |
| Fonte: ProCyclingStats |                          |                                 |          |
| Classificação por etapas |                          |                                 |          |
| Ciclista | Ciclista                 | Equipe                          | Tempo    |
| 1. | Jhonatan Restrepo        | Androni Giocattoli-Sidermec     | 3h47m39s |
| 2. | Biniam Girmay            | Nippo-Delko One Provence        | + 1s     |
| 3. | Henok Mulubrhan          | Eritreia                        | + 9s     |
| 4. | Natnael Tesfatsion       | Eritreia                        | + 11s    |
| 5. | José Manuel Díaz Gallego | Nippo-Delko One Provence        | + 11s    |
| 6. | Patrick Schelling        | Israel Start-Up Nation          | DQ       |
| 7. | Carlos Quintero          | Terengganu Inc-TSG Cycling Team | + 11s    |
| 8. | Daniel Muñoz             | Androni Giocattoli-Sidermec     | + 20s    |
| 9. | Awet Ghebremedhn         | Israel Start-Up Nation          | + 28s    |
| 10. | Dawit Yemane             | Eritreia                        | + 51s    |

| \| Classificação geral \| Classificação geral \| Classificação geral \| Classificação geral \| Classificação geral \| \| Ciclista \| Ciclista \| Equipe \| Tempo \| \| \| ------------------- \| ------------------------ \| ------------------------------- \| ------------------- \| ------------------- \| \| 1. \| Biniam Girmay \| Nippo-Delko One Provence \| 9h36m18s \| \| \| 2. \| Henok Mulubrhan \| Eritreia \| + 5s \| \| \| 3. \| Carlos Quintero \| Terengganu Inc-TSG Cycling Team \| + 12s \| \| \| 4. \| Natnael Tesfatsion \| Eritreia \| + 18s \| \| \| 5. \| Patrick Schelling \| Israel Start-Up Nation \| DQ \| \| \| 6. \| Daniel Muñoz \| Androni Giocattoli-Sidermec \| + 30s \| \| \| 7. \| Awet Ghebremedhn \| Israel Start-Up Nation \| + 38s \| \| \| 8. \| José Manuel Díaz Gallego \| Nippo-Delko One Provence \| + 38s \| \| \| 9. \| Jhonatan Restrepo \| Androni Giocattoli-Sidermec \| + 53s \| \| \| 10. \| Dawit Yemane \| Eritreia \| + 1m01s \| \| |                          |                                 |          |
| |                          |                                 |          |
| Fonte: ProCyclingStats |                          |                                 |          |
| Classificação geral |                          |                                 |          |
| Ciclista | Ciclista                 | Equipe                          | Tempo    |
| 1. | Biniam Girmay            | Nippo-Delko One Provence        | 9h36m18s |
| 2. | Henok Mulubrhan          | Eritreia                        | + 5s     |
| 3. | Carlos Quintero          | Terengganu Inc-TSG Cycling Team | + 12s    |
| 4. | Natnael Tesfatsion       | Eritreia                        | + 18s    |
| 5. | Patrick Schelling        | Israel Start-Up Nation          | DQ       |
| 6. | Daniel Muñoz             | Androni Giocattoli-Sidermec     | + 30s    |
| 7. | Awet Ghebremedhn         | Israel Start-Up Nation          | + 38s    |
| 8. | José Manuel Díaz Gallego | Nippo-Delko One Provence        | + 38s    |
| 9. | Jhonatan Restrepo        | Androni Giocattoli-Sidermec     | + 53s    |
| 10. | Dawit Yemane             | Eritreia                        | + 1m01s  |

### 4.ª etapa
| Rusizi - Rubavu | alta montanha | (206,3 km) |

| \| Classificação por etapas \| Classificação por etapas \| Classificação por etapas \| Classificação por etapas \| Classificação por etapas \| \| Ciclista \| Ciclista \| Equipe \| Tempo \| \| \| ------------------------ \| ------------------------ \| --------------------------- \| ------------------------ \| ------------------------ \| \| 1. \| Natnael Tesfatsion \| Eritreia \| 5h34m46s \| \| \| 2. \| Kent Main \| ProTouch \| + 1s \| \| \| 3. \| Moïse Mugisha \| SKOL Adrien Cycling Academy \| + 8s \| \| \| 4. \| Hendrik Kruger \| ProTouch \| + 2m24s \| \| \| 5. \| Grigoriy Shtein \| Vino-Astana Motors \| + 2m24s \| \| \| 6. \| Simone Ravanelli \| Androni Giocattoli-Sidermec \| + 2m24s \| \| \| 7. \| Eric Manizabayo \| Benediction Ignite \| + 2m24s \| \| \| 8. \| Joseph Areruya \| Ruanda \| + 2m26s \| \| \| 9. \| Temesgen Buru \| Etiópia \| + 2m29s \| \| \| 10. \| Davide Gabburo \| Androni Giocattoli-Sidermec \| + 4m56s \| \| |                    |                             |          |
| |                    |                             |          |
| Fonte: ProCyclingStats |                    |                             |          |
| Classificação por etapas |                    |                             |          |
| Ciclista | Ciclista           | Equipe                      | Tempo    |
| 1. | Natnael Tesfatsion | Eritreia                    | 5h34m46s |
| 2. | Kent Main          | ProTouch                    | + 1s     |
| 3. | Moïse Mugisha      | SKOL Adrien Cycling Academy | + 8s     |
| 4. | Hendrik Kruger     | ProTouch                    | + 2m24s  |
| 5. | Grigoriy Shtein    | Vino-Astana Motors          | + 2m24s  |
| 6. | Simone Ravanelli   | Androni Giocattoli-Sidermec | + 2m24s  |
| 7. | Eric Manizabayo    | Benediction Ignite          | + 2m24s  |
| 8. | Joseph Areruya     | Ruanda                      | + 2m26s  |
| 9. | Temesgen Buru      | Etiópia                     | + 2m29s  |
| 10. | Davide Gabburo     | Androni Giocattoli-Sidermec | + 4m56s  |

| \| Classificação geral \| Classificação geral \| Classificação geral \| Classificação geral \| Classificação geral \| \| Ciclista \| Ciclista \| Equipe \| Tempo \| \| \| ------------------- \| ------------------- \| ------------------------------- \| ------------------- \| ------------------- \| \| 1. \| Natnael Tesfatsion \| Eritreia \| 15h11m22s \| \| \| 2. \| Moïse Mugisha \| SKOL Adrien Cycling Academy \| + 2m11s \| \| \| 3. \| Kent Main \| ProTouch \| + 3m15s \| \| \| 4. \| Simone Ravanelli \| Androni Giocattoli-Sidermec \| + 3m44s \| \| \| 5. \| Joseph Areruya \| Ruanda \| + 3m46s \| \| \| 6. \| Biniam Girmay \| Nippo-Delko One Provence \| + 4m41s \| \| \| 7. \| Henok Mulubrhan \| Eritreia \| + 4m46s \| \| \| 8. \| Carlos Quintero \| Terengganu Inc-TSG Cycling Team \| + 4m53s \| \| \| 9. \| Patrick Schelling \| Israel Start-Up Nation \| DQ \| \| \| 10. \| Daniel Muñoz \| Androni Giocattoli-Sidermec \| + 5m11s \| \| |                    |                                 |           |
| |                    |                                 |           |
| Fonte: ProCyclingStats |                    |                                 |           |
| Classificação geral |                    |                                 |           |
| Ciclista | Ciclista           | Equipe                          | Tempo     |
| 1. | Natnael Tesfatsion | Eritreia                        | 15h11m22s |
| 2. | Moïse Mugisha      | SKOL Adrien Cycling Academy     | + 2m11s   |
| 3. | Kent Main          | ProTouch                        | + 3m15s   |
| 4. | Simone Ravanelli   | Androni Giocattoli-Sidermec     | + 3m44s   |
| 5. | Joseph Areruya     | Ruanda                          | + 3m46s   |
| 6. | Biniam Girmay      | Nippo-Delko One Provence        | + 4m41s   |
| 7. | Henok Mulubrhan    | Eritreia                        | + 4m46s   |
| 8. | Carlos Quintero    | Terengganu Inc-TSG Cycling Team | + 4m53s   |
| 9. | Patrick Schelling  | Israel Start-Up Nation          | DQ        |
| 10. | Daniel Muñoz       | Androni Giocattoli-Sidermec     | + 5m11s   |

### 5.ª etapa
| Rubavu - Musanze | alta montanha | (84,7 km) |

| \| Classificação por etapas \| Classificação por etapas \| Classificação por etapas \| Classificação por etapas \| Classificação por etapas \| \| Ciclista \| Ciclista \| Equipe \| Tempo \| \| \| ------------------------ \| ------------------------ \| --------------------------- \| ------------------------ \| ------------------------ \| \| 1. \| Jhonatan Restrepo \| Androni Giocattoli-Sidermec \| 2h08m19s \| \| \| 2. \| Romain Cardis \| Total Direct Énergie \| + 0s \| \| \| 3. \| Natnael Tesfatsion \| Eritreia \| + 0s \| \| \| 4. \| Henok Mulubrhan \| Eritreia \| + 0s \| \| \| 5. \| Pim Ligthart \| Total Direct Énergie \| + 0s \| \| \| 6. \| Biniam Girmay \| Nippo-Delko One Provence \| + 0s \| \| \| 7. \| Nikodemus Holler \| Bike Aid \| + 0s \| \| \| 8. \| Awet Ghebremedhn \| Israel Start-Up Nation \| + 0s \| \| \| 9. \| Patrick Schelling \| Israel Start-Up Nation \| DQ \| \| \| 10. \| Mekseb Debesay \| Bike Aid \| + 0s \| \| |                    |                             |          |
| |                    |                             |          |
| Fonte: ProCyclingStats |                    |                             |          |
| Classificação por etapas |                    |                             |          |
| Ciclista | Ciclista           | Equipe                      | Tempo    |
| 1. | Jhonatan Restrepo  | Androni Giocattoli-Sidermec | 2h08m19s |
| 2. | Romain Cardis      | Total Direct Énergie        | + 0s     |
| 3. | Natnael Tesfatsion | Eritreia                    | + 0s     |
| 4. | Henok Mulubrhan    | Eritreia                    | + 0s     |
| 5. | Pim Ligthart       | Total Direct Énergie        | + 0s     |
| 6. | Biniam Girmay      | Nippo-Delko One Provence    | + 0s     |
| 7. | Nikodemus Holler   | Bike Aid                    | + 0s     |
| 8. | Awet Ghebremedhn   | Israel Start-Up Nation      | + 0s     |
| 9. | Patrick Schelling  | Israel Start-Up Nation      | DQ       |
| 10. | Mekseb Debesay     | Bike Aid                    | + 0s     |

| \| Classificação geral \| Classificação geral \| Classificação geral \| Classificação geral \| Classificação geral \| \| Ciclista \| Ciclista \| Equipe \| Tempo \| \| \| ------------------- \| ------------------- \| ------------------------------- \| ------------------- \| ------------------- \| \| 1. \| Natnael Tesfatsion \| Eritreia \| 17h19m41s \| \| \| 2. \| Moïse Mugisha \| SKOL Adrien Cycling Academy \| + 2m11s \| \| \| 3. \| Kent Main \| ProTouch \| + 3m22s \| \| \| 4. \| Simone Ravanelli \| Androni Giocattoli-Sidermec \| + 3m51s \| \| \| 5. \| Joseph Areruya \| Ruanda \| + 3m53s \| \| \| 6. \| Biniam Girmay \| Nippo-Delko One Provence \| + 4m41s \| \| \| 7. \| Henok Mulubrhan \| Eritreia \| + 4m46s \| \| \| 8. \| Carlos Quintero \| Terengganu Inc-TSG Cycling Team \| + 4m53s \| \| \| 9. \| Patrick Schelling \| Israel Start-Up Nation \| DQ \| \| \| 10. \| Daniel Muñoz \| Androni Giocattoli-Sidermec \| + 5m18s \| \| |                    |                                 |           |
| |                    |                                 |           |
| Fonte: ProCyclingStats |                    |                                 |           |
| Classificação geral |                    |                                 |           |
| Ciclista | Ciclista           | Equipe                          | Tempo     |
| 1. | Natnael Tesfatsion | Eritreia                        | 17h19m41s |
| 2. | Moïse Mugisha      | SKOL Adrien Cycling Academy     | + 2m11s   |
| 3. | Kent Main          | ProTouch                        | + 3m22s   |
| 4. | Simone Ravanelli   | Androni Giocattoli-Sidermec     | + 3m51s   |
| 5. | Joseph Areruya     | Ruanda                          | + 3m53s   |
| 6. | Biniam Girmay      | Nippo-Delko One Provence        | + 4m41s   |
| 7. | Henok Mulubrhan    | Eritreia                        | + 4m46s   |
| 8. | Carlos Quintero    | Terengganu Inc-TSG Cycling Team | + 4m53s   |
| 9. | Patrick Schelling  | Israel Start-Up Nation          | DQ        |
| 10. | Daniel Muñoz       | Androni Giocattoli-Sidermec     | + 5m18s   |

### 6.ª etapa
| Musanze - Gitarama | alta montanha | (127,3 km) |

| \| Classificação por etapas \| Classificação por etapas \| Classificação por etapas \| Classificação por etapas \| Classificação por etapas \| \| Ciclista \| Ciclista \| Equipe \| Tempo \| \| \| ------------------------ \| ------------------------ \| ------------------------------- \| ------------------------ \| ------------------------ \| \| 1. \| Jhonatan Restrepo \| Androni Giocattoli-Sidermec \| 3h09m32s \| \| \| 2. \| Patrick Schelling \| Israel Start-Up Nation \| DQ \| \| \| 3. \| Carlos Quintero \| Terengganu Inc-TSG Cycling Team \| + 0s \| \| \| 4. \| José Manuel Díaz Gallego \| Nippo-Delko One Provence \| + 1m27s \| \| \| 5. \| Awet Ghebremedhn \| Israel Start-Up Nation \| + 1m27s \| \| \| 6. \| Simone Ravanelli \| Androni Giocattoli-Sidermec \| + 1m27s \| \| \| 7. \| Mulu Hailemichael \| Nippo-Delko One Provence \| + 1m27s \| \| \| 8. \| Moïse Mugisha \| SKOL Adrien Cycling Academy \| + 1m43s \| \| \| 9. \| Kent Main \| ProTouch \| + 1m45s \| \| \| 10. \| Grigoriy Shtein \| Vino-Astana Motors \| + 2m35s \| \| |                          |                                 |          |
| |                          |                                 |          |
| Fonte: ProCyclingStats |                          |                                 |          |
| Classificação por etapas |                          |                                 |          |
| Ciclista | Ciclista                 | Equipe                          | Tempo    |
| 1. | Jhonatan Restrepo        | Androni Giocattoli-Sidermec     | 3h09m32s |
| 2. | Patrick Schelling        | Israel Start-Up Nation          | DQ       |
| 3. | Carlos Quintero          | Terengganu Inc-TSG Cycling Team | + 0s     |
| 4. | José Manuel Díaz Gallego | Nippo-Delko One Provence        | + 1m27s  |
| 5. | Awet Ghebremedhn         | Israel Start-Up Nation          | + 1m27s  |
| 6. | Simone Ravanelli         | Androni Giocattoli-Sidermec     | + 1m27s  |
| 7. | Mulu Hailemichael        | Nippo-Delko One Provence        | + 1m27s  |
| 8. | Moïse Mugisha            | SKOL Adrien Cycling Academy     | + 1m43s  |
| 9. | Kent Main                | ProTouch                        | + 1m45s  |
| 10. | Grigoriy Shtein          | Vino-Astana Motors              | + 2m35s  |

| \| Classificação geral \| Classificação geral \| Classificação geral \| Classificação geral \| Classificação geral \| \| Ciclista \| Ciclista \| Equipe \| Tempo \| \| \| ------------------- \| ------------------- \| ------------------------------- \| ------------------- \| ------------------- \| \| 1. \| Natnael Tesfatsion \| Eritreia \| 20h31m59s \| \| \| 2. \| Moïse Mugisha \| SKOL Adrien Cycling Academy \| + 1m08s \| \| \| 3. \| Carlos Quintero \| Terengganu Inc-TSG Cycling Team \| + 2m07s \| \| \| 4. \| Patrick Schelling \| Israel Start-Up Nation \| DQ \| \| \| 5. \| Kent Main \| ProTouch \| + 2m21s \| \| \| 6. \| Simone Ravanelli \| Androni Giocattoli-Sidermec \| + 2m32s \| \| \| 7. \| Jhonatan Restrepo \| Androni Giocattoli-Sidermec \| + 2m48s \| \| \| 8. \| Joseph Areruya \| Ruanda \| + 3m52s \| \| \| 9. \| Awet Ghebremedhn \| Israel Start-Up Nation \| + 4m04s \| \| \| 10. \| Mulu Hailemichael \| Nippo-Delko One Provence \| + 4m26s \| \| |                    |                                 |           |
| |                    |                                 |           |
| Fonte: ProCyclingStats |                    |                                 |           |
| Classificação geral |                    |                                 |           |
| Ciclista | Ciclista           | Equipe                          | Tempo     |
| 1. | Natnael Tesfatsion | Eritreia                        | 20h31m59s |
| 2. | Moïse Mugisha      | SKOL Adrien Cycling Academy     | + 1m08s   |
| 3. | Carlos Quintero    | Terengganu Inc-TSG Cycling Team | + 2m07s   |
| 4. | Patrick Schelling  | Israel Start-Up Nation          | DQ        |
| 5. | Kent Main          | ProTouch                        | + 2m21s   |
| 6. | Simone Ravanelli   | Androni Giocattoli-Sidermec     | + 2m32s   |
| 7. | Jhonatan Restrepo  | Androni Giocattoli-Sidermec     | + 2m48s   |
| 8. | Joseph Areruya     | Ruanda                          | + 3m52s   |
| 9. | Awet Ghebremedhn   | Israel Start-Up Nation          | + 4m04s   |
| 10. | Mulu Hailemichael  | Nippo-Delko One Provence        | + 4m26s   |

### 7.ª etapa
| Kigali - Kigali | contrarrelógio individual | (4,5 km) |

| \| Classificação por etapas \| Classificação por etapas \| Classificação por etapas \| Classificação por etapas \| Classificação por etapas \| \| Ciclista \| Ciclista \| Equipe \| Tempo \| \| \| ------------------------ \| ------------------------ \| ------------------------------- \| ------------------------ \| ------------------------ \| \| 1. \| Jhonatan Restrepo \| Androni Giocattoli-Sidermec \| 6m32s \| \| \| 2. \| Biniam Girmay \| Nippo-Delko One Provence \| + 2s \| \| \| 3. \| Patrick Schelling \| Israel Start-Up Nation \| DQ \| \| \| 4. \| Kent Main \| ProTouch \| + 12s \| \| \| 5. \| Yevgeniy Fedorov \| Vino-Astana Motors \| + 14s \| \| \| 6. \| Carlos Quintero \| Terengganu Inc-TSG Cycling Team \| + 14s \| \| \| 7. \| Dušan Rajović \| Nippo-Delko One Provence \| + 15s \| \| \| 8. \| Christofer Jurado \| Terengganu Inc-TSG Cycling Team \| + 16s \| \| \| 9. \| Sirak Tesfom \| Eritreia \| + 16s \| \| \| 10. \| Grigoriy Shtein \| Vino-Astana Motors \| + 18s \| \| |                   |                                 |       |
| |                   |                                 |       |
| Fonte: ProCyclingStats |                   |                                 |       |
| Classificação por etapas |                   |                                 |       |
| Ciclista | Ciclista          | Equipe                          | Tempo |
| 1. | Jhonatan Restrepo | Androni Giocattoli-Sidermec     | 6m32s |
| 2. | Biniam Girmay     | Nippo-Delko One Provence        | + 2s  |
| 3. | Patrick Schelling | Israel Start-Up Nation          | DQ    |
| 4. | Kent Main         | ProTouch                        | + 12s |
| 5. | Yevgeniy Fedorov  | Vino-Astana Motors              | + 14s |
| 6. | Carlos Quintero   | Terengganu Inc-TSG Cycling Team | + 14s |
| 7. | Dušan Rajović     | Nippo-Delko One Provence        | + 15s |
| 8. | Christofer Jurado | Terengganu Inc-TSG Cycling Team | + 16s |
| 9. | Sirak Tesfom      | Eritreia                        | + 16s |
| 10. | Grigoriy Shtein   | Vino-Astana Motors              | + 18s |

| \| Classificação geral \| Classificação geral \| Classificação geral \| Classificação geral \| Classificação geral \| \| Ciclista \| Ciclista \| Equipe \| Tempo \| \| \| ------------------- \| ------------------- \| ------------------------------- \| ------------------- \| ------------------- \| \| 1. \| Natnael Tesfatsion \| Eritreia \| 20h38m58s \| \| \| 2. \| Moïse Mugisha \| SKOL Adrien Cycling Academy \| + 1m30s \| \| \| 3. \| Patrick Schelling \| Israel Start-Up Nation \| DQ \| \| \| 4. \| Carlos Quintero \| Terengganu Inc-TSG Cycling Team \| + 1m55s \| \| \| 5. \| Kent Main \| ProTouch \| + 2m06s \| \| \| 6. \| Jhonatan Restrepo \| Androni Giocattoli-Sidermec \| + 2m21s \| \| \| 7. \| Simone Ravanelli \| Androni Giocattoli-Sidermec \| + 2m31s \| \| \| 8. \| Joseph Areruya \| Ruanda \| + 3m48s \| \| \| 9. \| Awet Ghebremedhn \| Israel Start-Up Nation \| + 4m10s \| \| \| 10. \| Biniam Girmay \| Nippo-Delko One Provence \| + 4m16s \| \| |                    |                                 |           |
| |                    |                                 |           |
| Fonte: ProCyclingStats |                    |                                 |           |
| Classificação geral |                    |                                 |           |
| Ciclista | Ciclista           | Equipe                          | Tempo     |
| 1. | Natnael Tesfatsion | Eritreia                        | 20h38m58s |
| 2. | Moïse Mugisha      | SKOL Adrien Cycling Academy     | + 1m30s   |
| 3. | Patrick Schelling  | Israel Start-Up Nation          | DQ        |
| 4. | Carlos Quintero    | Terengganu Inc-TSG Cycling Team | + 1m55s   |
| 5. | Kent Main          | ProTouch                        | + 2m06s   |
| 6. | Jhonatan Restrepo  | Androni Giocattoli-Sidermec     | + 2m21s   |
| 7. | Simone Ravanelli   | Androni Giocattoli-Sidermec     | + 2m31s   |
| 8. | Joseph Areruya     | Ruanda                          | + 3m48s   |
| 9. | Awet Ghebremedhn   | Israel Start-Up Nation          | + 4m10s   |
| 10. | Biniam Girmay      | Nippo-Delko One Provence        | + 4m16s   |

### 8.ª etapa
| Kigali - Kigali | alta montanha | (89,3 km) |

| \| Classificação por etapas \| Classificação por etapas \| Classificação por etapas \| Classificação por etapas \| Classificação por etapas \| \| Ciclista \| Ciclista \| Equipe \| Tempo \| \| \| ------------------------ \| ------------------------ \| --------------------------- \| ------------------------ \| ------------------------ \| \| 1. \| José Manuel Díaz Gallego \| Nippo-Delko One Provence \| 2h33m24s \| \| \| 2. \| Moïse Mugisha \| SKOL Adrien Cycling Academy \| + 3s \| \| \| 3. \| Kent Main \| ProTouch \| + 7s \| \| \| 4. \| Simone Ravanelli \| Androni Giocattoli-Sidermec \| + 11s \| \| \| 5. \| Patrick Schelling \| Israel Start-Up Nation \| DQ \| \| \| 6. \| Awet Ghebremedhn \| Israel Start-Up Nation \| + 24s \| \| \| 7. \| Paul Ourselin \| Total Direct Énergie \| + 31s \| \| \| 8. \| Mulu Hailemichael \| Nippo-Delko One Provence \| + 31s \| \| \| 9. \| Natnael Tesfatsion \| Eritreia \| + 39s \| \| \| 10. \| Henok Mulubrhan \| Eritreia \| + 39s \| \| |                          |                             |          |
| |                          |                             |          |
| Fonte: ProCyclingStats |                          |                             |          |
| Classificação por etapas |                          |                             |          |
| Ciclista | Ciclista                 | Equipe                      | Tempo    |
| 1. | José Manuel Díaz Gallego | Nippo-Delko One Provence    | 2h33m24s |
| 2. | Moïse Mugisha            | SKOL Adrien Cycling Academy | + 3s     |
| 3. | Kent Main                | ProTouch                    | + 7s     |
| 4. | Simone Ravanelli         | Androni Giocattoli-Sidermec | + 11s    |
| 5. | Patrick Schelling        | Israel Start-Up Nation      | DQ       |
| 6. | Awet Ghebremedhn         | Israel Start-Up Nation      | + 24s    |
| 7. | Paul Ourselin            | Total Direct Énergie        | + 31s    |
| 8. | Mulu Hailemichael        | Nippo-Delko One Provence    | + 31s    |
| 9. | Natnael Tesfatsion       | Eritreia                    | + 39s    |
| 10. | Henok Mulubrhan          | Eritreia                    | + 39s    |

## Classificações finais
As classificações finalizaram da seguinte forma:

### Classificação geral
| \| Classificação geral \| Classificação geral \| Classificação geral \| Classificação geral \| Classificação geral \| \| Ciclista \| Ciclista \| Equipe \| Tempo \| \| \| ------------------- \| -------------------- \| ------------------------------- \| ------------------- \| ------------------- \| \| 1. \| Natnael Tesfatsion \| Eritreia \| 23h13m01s \| \| \| 2. \| Moïse Mugisha \| SKOL Adrien Cycling Academy \| + 54s \| \| \| 3. \| Patrick Schelling[1] \| Israel Start-Up Nation \| DQ \| \| \| 4. \| Kent Main \| ProTouch \| + 1m34s \| \| \| 5. \| Simone Ravanelli \| Androni Giocattoli-Sidermec \| + 2m03s \| \| \| 6. \| Carlos Quintero \| Terengganu Inc-TSG Cycling Team \| + 2m25s \| \| \| 7. \| Jhonatan Restrepo \| Androni Giocattoli-Sidermec \| + 2m25s \| \| \| 8. \| Awet Ghebremedhn \| Israel Start-Up Nation \| + 3m55s \| \| \| 9. \| Mulu Hailemichael \| Nippo-Delko One Provence \| + 4m27s \| \| \| 10. \| Henok Mulubrhan \| Eritreia \| + 4m42s \| \| |                    |                                 |           |
| |                    |                                 |           |
| Fonte: ProCyclingStats |                    |                                 |           |
| Classificação geral |                    |                                 |           |
| Ciclista | Ciclista           | Equipe                          | Tempo     |
| 1. | Natnael Tesfatsion | Eritreia                        | 23h13m01s |
| 2. | Moïse Mugisha      | SKOL Adrien Cycling Academy     | + 54s     |
| 3. | Patrick Schelling  | Israel Start-Up Nation          | DQ        |
| 4. | Kent Main          | ProTouch                        | + 1m34s   |
| 5. | Simone Ravanelli   | Androni Giocattoli-Sidermec     | + 2m03s   |
| 6. | Carlos Quintero    | Terengganu Inc-TSG Cycling Team | + 2m25s   |
| 7. | Jhonatan Restrepo  | Androni Giocattoli-Sidermec     | + 2m25s   |
| 8. | Awet Ghebremedhn   | Israel Start-Up Nation          | + 3m55s   |
| 9. | Mulu Hailemichael  | Nippo-Delko One Provence        | + 4m27s   |
| 10. | Henok Mulubrhan    | Eritreia                        | + 4m42s   |

### Classificação das metas volantes
| Classificação por velocidade | Classificação por velocidade | Classificação por velocidade    | Classificação por velocidade | Classificação por velocidade |
| Ciclista                     | Ciclista                     | Equipe                          | Pontos                       |                              |
| ---------------------------- | ---------------------------- | ------------------------------- | ---------------------------- | ---------------------------- |
| 1.                           | Dawit Yemane                 | Eritreia                        | 21 pts                       |                              |
| 2.                           | Temesgen Buru                | Etiópia                         | 10 pts                       |                              |
| 3.                           | Yevgeniy Fedorov             | Vino-Astana Motors              | 8 pts                        |                              |
| 4.                           | Rein Taaramäe                | Total Direct Énergie            | 8 pts                        |                              |
| 5.                           | Patrick Byukusenge           | Benediction Ignite              | 6 pts                        |                              |
| 6.                           | Negasi Abreha                | Etiópia                         | 5 pts                        |                              |
| 7.                           | Carlos Quintero              | Terengganu Inc-TSG Cycling Team | 4 pts                        |                              |
| 8.                           | Joonas Henttala              | Team Novo Nordisk               | 4 pts                        |                              |
| 9.                           | Patrick Schelling            | Israel Start-Up Nation          | DQ                           |                              |
| 10.                          | Mulu Hailemichael            | Nippo-Delko One Provence        | 2 pts                        |                              |

### Classificação da montanha
| Classificação da montanha | Classificação da montanha | Classificação da montanha       | Classificação da montanha | Classificação da montanha |
| Ciclista                  | Ciclista                  | Equipe                          | Pontos                    |                           |
| ------------------------- | ------------------------- | ------------------------------- | ------------------------- | ------------------------- |
| 1.                        | Rein Taaramäe             | Total Direct Énergie            | 45 pts                    |                           |
| 2.                        | Moïse Mugisha             | SKOL Adrien Cycling Academy     | 43 pts                    |                           |
| 3.                        | Eric Manizabayo           | Benediction Ignite              | 41 pts                    |                           |
| 4.                        | Didier Munyaneza          | Benediction Ignite              | 38 pts                    |                           |
| 5.                        | Patrick Byukusenge        | Benediction Ignite              | 37 pts                    |                           |
| 6.                        | Carlos Oyarzun            | BAI-Sicasal-Petro de Luanda     | 35 pts                    |                           |
| 7.                        | Dawit Yemane              | Eritreia                        | 33 pts                    |                           |
| 8.                        | Carlos Quintero           | Terengganu Inc-TSG Cycling Team | 31 pts                    |                           |
| 9.                        | Henok Mulubrhan           | Eritreia                        | 20 pts                    |                           |
| 10.                       | Kent Main                 | ProTouch                        | 17 pts                    |                           |

### Classificação dos jovens
| Classificação dos jovens | Classificação dos jovens | Classificação dos jovens    | Classificação dos jovens | Classificação dos jovens |
| Ciclista                 | Ciclista                 | Equipe                      | Tempo                    |                          |
| ------------------------ | ------------------------ | --------------------------- | ------------------------ | ------------------------ |
| 1.                       | Natnael Tesfatsion       | Eritreia                    | 23h13m01s                |                          |
| 2.                       | Moïse Mugisha            | SKOL Adrien Cycling Academy | + 54s                    |                          |
| 3.                       | Mulu Hailemichael        | Nippo-Delko One Provence    | + 4m27s                  |                          |
| 4.                       | Henok Mulubrhan          | Eritreia                    | + 4m42s                  |                          |
| 5.                       | Eric Manizabayo          | Benediction Ignite          | + 7m03s                  |                          |
| 6.                       | Biniam Girmay            | Nippo-Delko One Provence    | + 8m13s                  |                          |
| 7.                       | Samuel Mugisha           | Ruanda                      | + 11m47s                 |                          |
| 8.                       | Dawit Yemane             | Eritreia                    | + 15m29s                 |                          |
| 9.                       | Yevgeniy Fedorov         | Vino-Astana Motors          | + 21m50s                 |                          |
| 10.                      | Mehari Tewelde           | Eritreia                    | + 24m03s                 |                          |

### Classificação por equipas
| Classificação por equipes | Classificação por equipes      | Classificação por equipes | Classificação por equipes |
| Equipe                    | Equipe                         | Tempo                     |                           |
| ------------------------- | ------------------------------ | ------------------------- | ------------------------- |
| 1.                        | Androni Giocattoli-Sidermec    | 69h56m56s                 |                           |
| 2.                        | Eritreia                       | + 2m01s                   |                           |
| 3.                        | Nippo Delko One Provence       | + 4m57s                   |                           |
| 4.                        | Israel Start-Up Nation         | + 24m29s                  |                           |
| 5.                        | Ruanda                         | + 37m22s                  |                           |
| 6.                        | Etiópia                        | + 48m20s                  |                           |
| 7.                        | Bike Aid                       | + 57m38s                  |                           |
| 8.                        | Vino-Astana Motors             | + 1h05m13s                |                           |
| 9.                        | SKOL Adrien Niyonshuti Academy | + 1h08m12s                |                           |
| 10.                       | Benediction Ignite XL          | + 1h15m26s                |                           |

## Evolução das classificações
| Etapa                 | Vencedor                | Classificação geral | Classificação das metas volantes | Classificação da montanha | Classificação dos jovens | Classificação por equipas   |
| --------------------- | ----------------------- | ------------------- | -------------------------------- | ------------------------- | ------------------------ | --------------------------- |
| 1.ª                   | Yevgeniy Fedorov        | Yevgeniy Fedorov    | Yevgeniy Fedorov                 | Yevgeniy Fedorov          | Yevgeniy Fedorov         | Vino-Astana Motors          |
| 2.ª                   | Mulu Hailemichael       | Yevgeniy Fedorov    | Yevgeniy Fedorov                 | Yevgeniy Fedorov          | Yevgeniy Fedorov         | Vino-Astana Motors          |
| 3.ª                   | Jhonatan Restrepo       | Biniyam Ghirmay     | Dawit Yemane                     | Dawit Yemane              | Biniyam Ghirmay          | Eritréia                    |
| 4.ª                   | Natnael Tesfatsion      | Natnael Tesfatsion  | Dawit Yemane                     | Carlos Oyarzún            | Natnael Tesfatsion       | Eritréia                    |
| 5.ª                   | Jhonatan Restrepo       | Natnael Tesfatsion  | Dawit Yemane                     | Carlos Oyarzún            | Natnael Tesfatsion       | Eritréia                    |
| 6.ª                   | Jhonatan Restrepo       | Natnael Tesfatsion  | Dawit Yemane                     | Carlos Oyarzún            | Natnael Tesfatsion       | Androni Giocattoli-Sidermec |
| 7.ª                   | Jhonatan Restrepo       | Natnael Tesfatsion  | Dawit Yemane                     | Carlos Oyarzún            | Natnael Tesfatsion       | Androni Giocattoli-Sidermec |
| 8.ª                   | José Manuel Díaz Galego | Natnael Tesfatsion  | Dawit Yemane                     | Rein Taaramäe             | Natnael Tesfatsion       | Androni Giocattoli-Sidermec |
| Classificações finais | Classificações finais   | Natnael Tesfatsion  | Dawit Yemane                     | Rein Taaramäe             | Natnael Tesfatsion       | Androni Giocattoli-Sidermec |

## UCI World Ranking
O Tour de Ruanda outorgou pontos para o UCI World Ranking para corredores das equipas nas categorias UCI WorldTeam, UCI ProTeam e Continental. As seguintes tabelas são o barómetro de pontuação e os 10 corredores que obtiveram mais pontos:
| Posição             | 1.º | 2.º | 3.º | 4.º | 5.º | 6.º | 7.º | 8.º | 9.º | 10.º | 11.º | 12.º | 13.º-15.º | 16.º-25.º |
| Classificação geral | 125 | 85  | 70  | 60  | 50  | 40  | 35  | 30  | 25  | 20   | 15   | 10   | 5         | 3         |
| Por etapa           | 14  | 5   | 3   |     |     |     |     |     |     |      |      |      |           |           |
| Líder               | 3   |     |     |     |     |     |     |     |     |      |      |      |           |           |

| Classificação |                    |                             |       |       |       |       |
| Posição       | Ciclista           | Equipa                      | Geral | Etapa | Líder | Total |
| ------------- | ------------------ | --------------------------- | ----- | ----- | ----- | ----- |
| 1.º           | Natnael Tesfatsion | Selecção da Eritreia        | 125   | 17    | 12    | 154   |
| 2.º           | Jhonatan Restrepo  | Androni Giocattoli-Sidermec | 35    | 61    | -     | 96    |
| 3.º           | Moise Mugisha      | SKOL Adrien                 | 85    | 8     | -     | 93    |
| 4.º           | Patrick Schelling  | Israel Start-Up Nation      | 70    | 8     | -     | 78    |
| 5.º           | Kent Main          | ProTouch                    | 60    | 8     | -     | 68    |
| 6.º           | Simone Ravanelli   | Androni Giocattoli-Sidermec | 50    | -     | -     | 50    |
| 7.º           | Carlos Quintero    | Terengganu Inc. TSG         | 40    | 3     | -     | 43    |
| 8.º           | Mulu Hailemichael  | NIPPO DELKO One Provence    | 25    | 14    | -     | 39    |
| 9.º           | Awet Gebremedhin   | Israel Start-Up Nation      | 30    | -     | -     | 30    |
| 10.º          | Henok Mulubrhan    | Selecção da Eritreia        | 20    | 8     | -     | 28    |